# Filippo Antonelli
Filippo Agomeri Antonelli (Chieti, 13 juli 1978) is een Italiaanse voetballer (middenvelder) die sinds 2010 voor de Italiaanse tweedeklasser US Triestina uitkomt. Voordien speelde hij onder meer voor AC Monza, Cosenza Calcio, Ascoli Calcio, Chievo Verona en FC Messina.